# Laxanatti, Mudhol
Laxanatti là một làng thuộc tehsil Mudhol, huyện Bagalkot, bang Karnataka, Ấn Độ.